# روبرتسون هوارد
روبرتسون هوارد (بالإنجليزية: Robertson Howard)‏ هو طبيب ومحامي أمريكي، ولد في 11 ديسمبر 1847 في بروكفيل في الولايات المتحدة، وتوفي في 1 ديسمبر 1899.